# Gratis contra libre
Gratis contra Libre er sondringen mellem ”ingen omkostninger” og ”frihed”, som er nødvendig at betone på engelsk, specielt når man omtaler ophavsret til informationer. Sondringen er nødvendig fordi det engelske ord ”free” dækker over begge betydninger. (Således kan "Herbert is a free man." altså enten betyde 'Herbert er en fri mand' eller 'Herbert er en gratis mand').
Det latinske adjektiv ”gratis” betyder det samme på latin, som det gør på dansk: Noget der er gratis stilles til ens rådighed ”uden omkostninger”. Heroverfor står det franske/spanske ord ”libre”, der nedstammer fra det latinske liber, der er en betegnelse for den tilstand det er, at ”have frihed”.

GNU projektet forklarer det således:
"Free software is a matter of liberty, not price. To understand the concept, you should think of free as in free speech, not as in free beer."
Som betyder noget i retning af:
"Fri software er et spørgsmål om frihed, ikke pris. For at forstå meningen, skal du tænke på ordet "free" (fri) som det bruges i ytringsfrihed (free speech), ikke som det bruges i udtrykket "gratis øl" (free beer)."

Fri software er den danske betegnelse for libre software, imens den engelske er Free software. (I begge tilfælde bruges stort F).
Sondringen er særlig væsentlig i forbindelse med ”freeware”, der er gratis software, men ikke (nødvendigvis) Fri software.